# Un estudiant de Vic
Un estudiant de Vic és una comèdia en tres actes i en vers, original de Josep Maria de Sagarra, estrenada al teatre Novetats de Barcelona, la vetlla de l'1 d'octubre de 1927.
L'acció passa a Vic, al voltant de 1840.

## Repartiment de l'estrena
- Mariagneta: Josefina Tàpias
- L'Esbojarrada: Pepeta Fornés.
- Senyora Munda: Maria Morera
- Senyora Reparada: Matilde Xatart.
- Senyora Baronessa: Teresa Gay.
- Francisqueta: Elvira Jofre.
- Antonieta: Remei Cosmo.
- Pepeta: Elvira Coma.
- L'Estudiant de Vic: Ramon Martori.
- Senyor Pinós: Evelí Galceran.
- Senyor Tortell: Joaquim Montero.
- Senyor Baró: Ramon Banyeras.
- El Doctor Gallifa: Antoni Gimbernat.
- L'Apotecari Balcells: Domènec Aymerich
- El Notari Sebastià: Antoni Martí.
- El Jove Delicat: Joaquim Garcia-Parreño
- L'estudiant Martí Joan Xuclà.
- Bernat: Joan Duran.